# Takasi Yamazaki
Takasi Yamazaki (山崎敬 en sinograma) (1921-2007) fue un botánico, y taxónomo japonés.

## Algunas publicaciones

### Libros
- kunio Iwatsuki, takasi Yamazaki, david e. Boufford, hideaki Ohba. 1995. Flora of Japan. 8 vols. 550 pp.

## Honores
- Orden del Trésor Sacré (Sagrado Tesoro)

### Epónimos
- (Ranunculaceae) Aconitum yamazakii Tamura & Namba[2]

- (Scrophulariaceae) Vandellia yamazakii Sutthis., Chantar. & D.A.Simpson [3]
- La abreviatura «T.Yamaz.» se emplea para indicar a Takasi Yamazaki como autoridad en la descripción y clasificación científica de los vegetales.[4]